# Список найвищих будинків Китаю

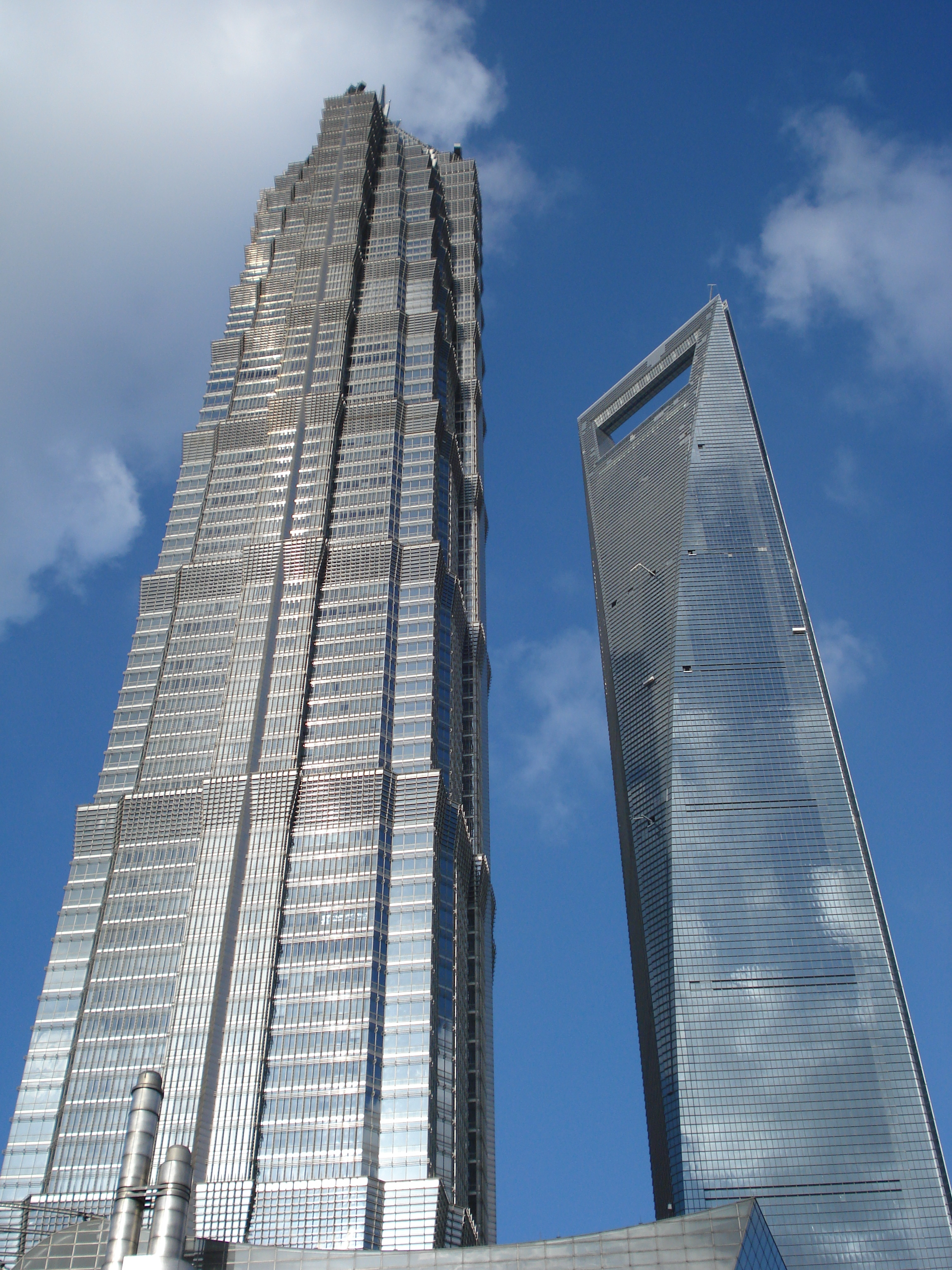
Цзінь Мао (ліворуч) та Шанхайський всесвітній фінансовий центр (праворуч)

Список найвищих будинків Китаю — перелік 27 найвищих збудованих, або добудованих до верхньої точки будинків країни.
Список не включає в себе спостережні вежі, радіомачти, димові труби та подібні об'єкти. Висота будинку вираховується від основи будинку до найвищих архітектурних, або невід’ємних структурних елементів будинку.
Станом на 2017 рік найвищим будинком Китаю є Shanghai Tower в Шанхаї, його висота становить 632 метри.

## Найвищі будинки Китаю

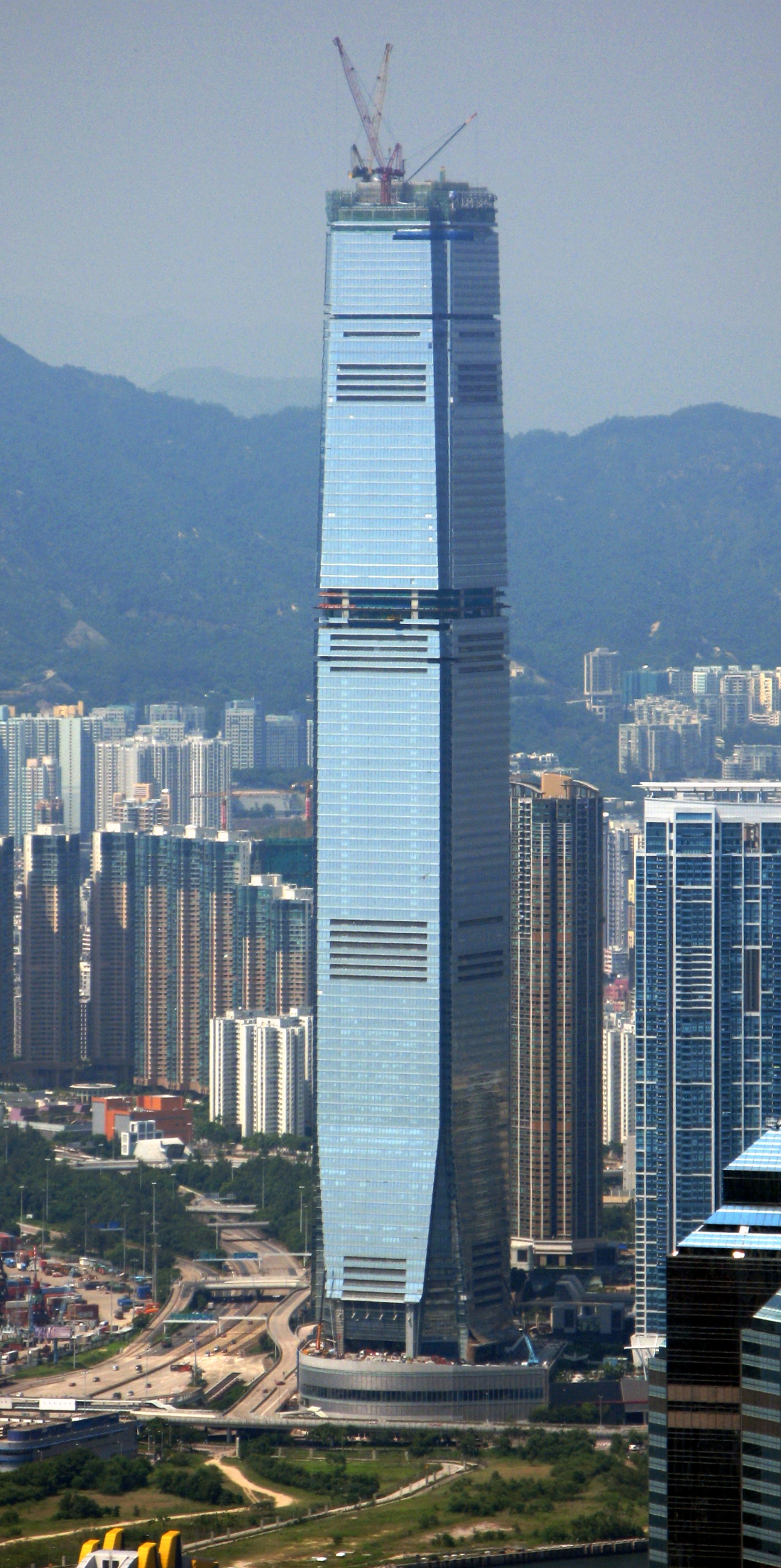
Міжнародний Торговий Центр

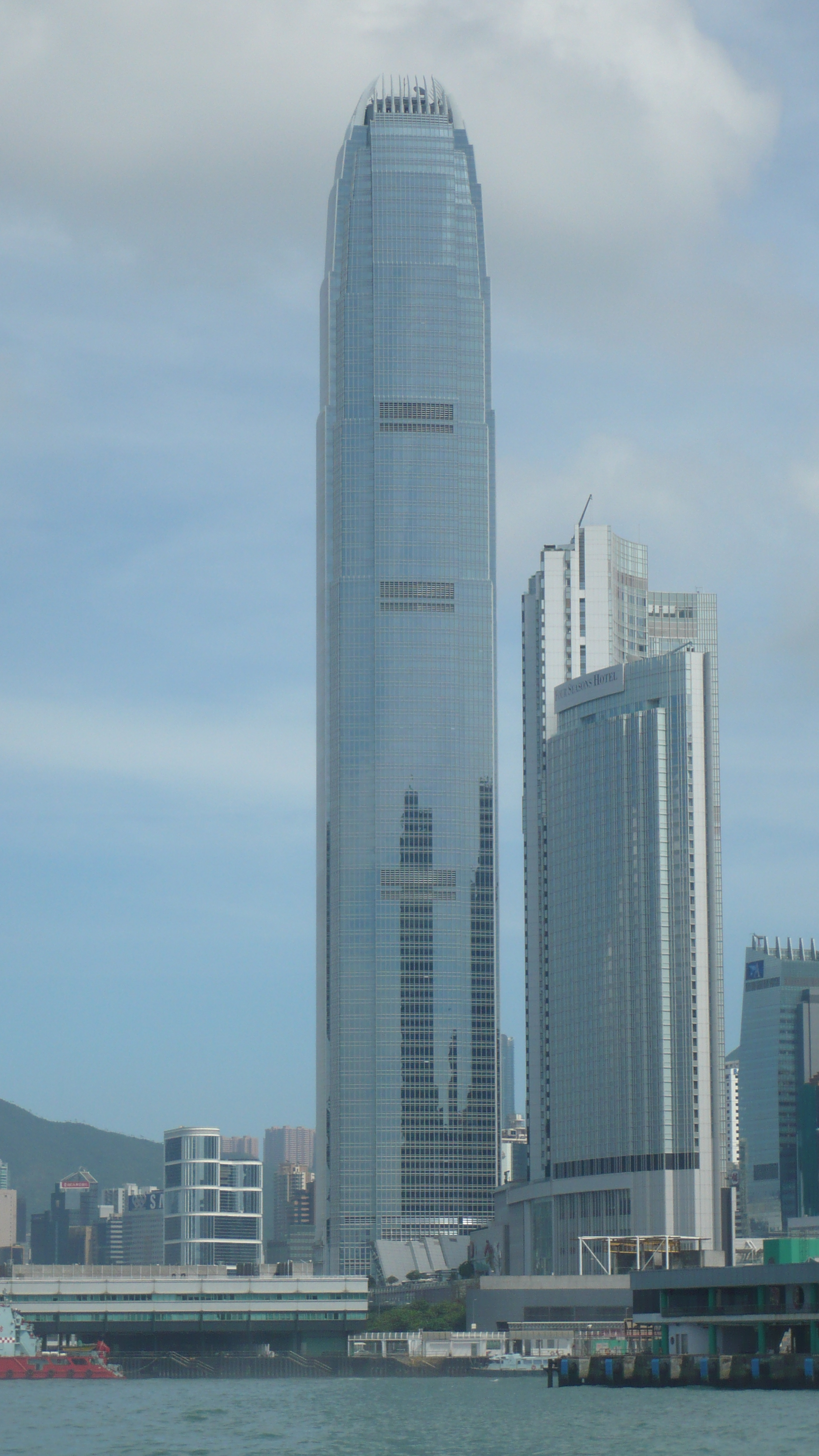
Міжнародний Фінансовий Центр

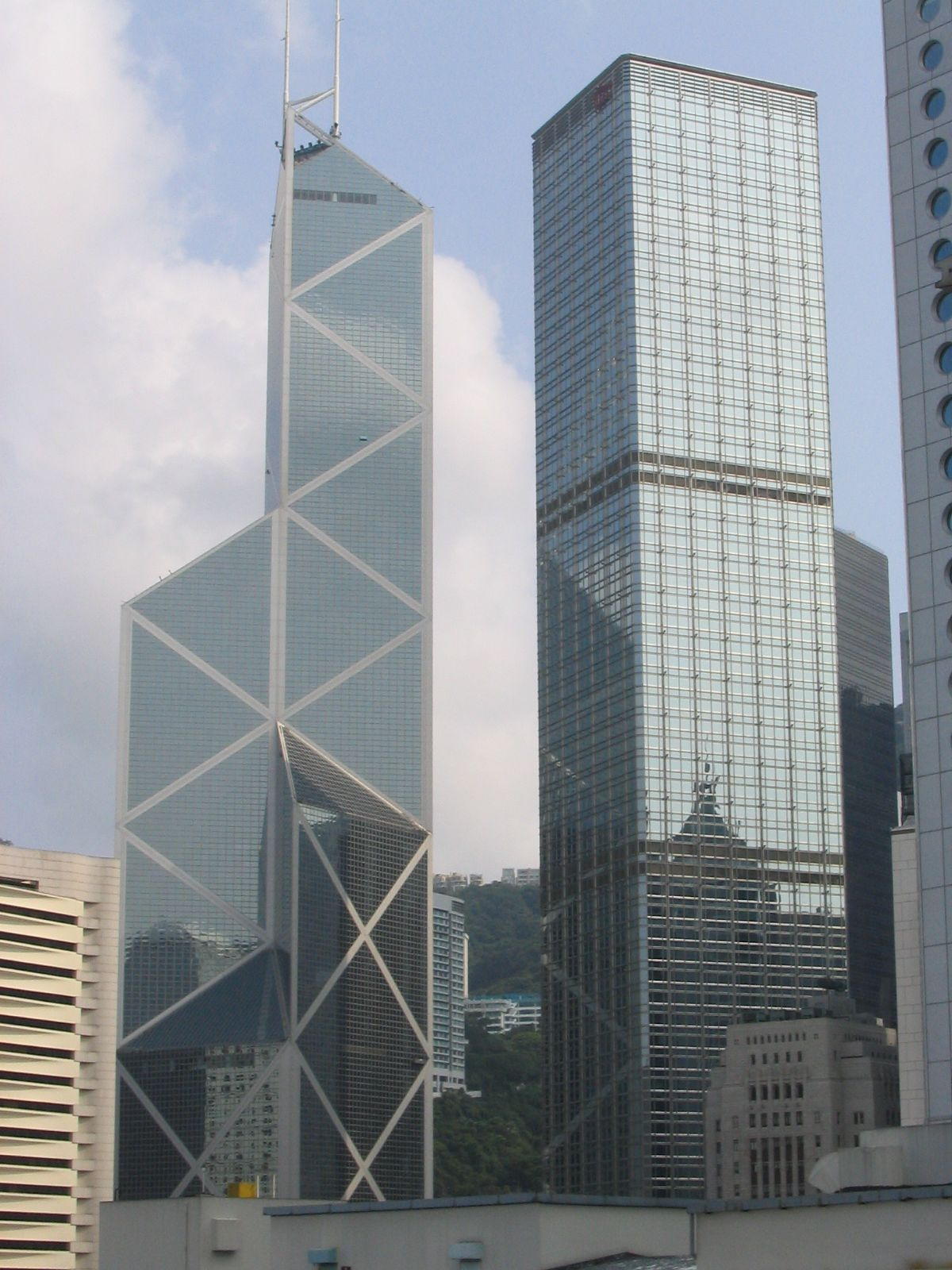
Башта Банку Китаю (ліворуч) та Cheung Kong Center (праворуч)

| №   | Назва                                         | Місце знаходження | Висота  | Поверховість | Рік  | Цікаві факти |
| --- | --------------------------------------------- | ----------------- | ------- | ------------ | ---- | --- |
| 1   | Shanghai Tower                                | Шанхай            | 632 м   | 128          | 2014 | Третій найвищий будинок світу. |
| 2   | Pingan International Finance Center           | Шеньчжень         | 599 м   | 115          | 2017 | Найвищий будинок Шеньчженя |
| 3   | CTF Finance Centre                            | Гуанчжоу          | 530 м   | 111          | 2016 | Найвищий будинок Гуанчжоу |
| 4   | CITIC Tower                                   | Пекін             | 528 м   | 109          | 2019 | Найвищий будинок Пекіну |
| 5   | Шанхайський всесвітній фінансовий центр       | Шанхай            | 492 м   | 101          | 2008 | Третій найвищий будинок світу. Будинок отримав прізвисько «відкривачка для пляшок» через свій дизайн.                                                                    |
| 6   | Міжнародний комерційний центр                 | Гонконг           | 484 м   | 118          | 2010 | Найвищий будинок Гонконгу |
| 7   | Фінансовий Центр Нанкін Грінленд              | Нанкін            | 450 м   | 89           | 2009 | Найвищий будинок Нанкіну |
| 8   | Західна вежа Гуанчжоу                         | Гуанчжоу          | 440 м   | 103          | 2010 | Найвищий будинок Гуанчжоу |
| 9   | Цзінь Мао                                     | Шанхай            | 420,5 м | 88           | 1998 | Найвищий будинок Китаю з 1998 по 2008 рік. |
| 10  | Міжнародний Фінансовий Центр                  | Гонконг           | 415,8 м | 88           | 2003 | Будинок вище за пік Вікторії. |
| 11  | Вежа CITIC                                    | Гуанчжоу          | 391.1 м | 80           | 1997 | Був найвищим будинком Китаю та Азії на момент завершення будівництва. |
| 12  | Вежа Шунь Хін                                 | Шеньчжень         | 384 м   | 69           | 1996 | Будинок було збудовано швидкими темпами. Будувалося по 4 поверхи за 9 діб.                                                                                               |
| 13  | Сентрал Плаза                                 | Гонконг           | 374 м   | 78           | 1992 | Був найвищим будинком Гонконгу з 1992 по 2003 рік. В будинку розташована найвища у світі церква.                                                                         |
| 14  | Башта Банку Китаю                             | Гонконг           | 367.4 м | 72           | 1990 | Будинок було збудовано за 4 роки і 4 місяці. За свій дизайн хмарочос отримав багато нагород.                                                                             |
| 15  | Центр                                         | Гонконг           | 346 м   | 73           | 1998 | Китайська назва будівлі насправді означає "Центральний-Центр", де "Центральний" є Центральний діловий район Гонконгу тим самим підкреслюючи важливість вежі для бізнесу. |
| 16= | Всесвітній Торговий Центр Венчжоу             | Венчжоу           | 333 м   | 68           | 2009 | |
| 16= | Сімао Інтернешенл Плаза                       | Шанхай            | 333 м   | 60           | 2004 | |
| 17  | Будівля Міньшенг банку                        | Ухань             | 331 м   | 68           | 2007 | |
| 18  | Пекінській міжнародний торговий центр, 3 вежа | Пекін             | 330 м   | 74           | 2009 | Найвищий будинок Пекіна |
| 19  | Вежі Ніна                                     | Гонконг           | 318,8 м | 80           | 2007 | |
| 20  | One Island East                               | Гонконг           | 308 м   | 70           | 2008 | |
| 21  | Shanghai Wheelock Square                      | Шанхай            | 298 м   | 58           | 2009 | |
| 22  | SEG Plaza                                     | Шеньчжень         | 292 м   | 70           | 2000 | |
| 23  | Плаза 66, Вежа 1                              | Шанхай            | 288 м   | 66           | 2001 | |
| 24  | Tomorrow Square                               | Шанхай            | 286 м   | 55           | 2003 | |
| 25= | Cheung Kong Center                            | Гонконг           | 283 м   | 62           | 1999 | |
| 25= | Всесвітній Торговий Центр Чунцін              | Чунцін            | 283 м   | 60           | 2003 | |
| 26  | Hong Kong New World Tower                     | Шанхай            | 278 м   | 61           | 2002 | |
| 27  | Міжнародний Торговий Центр Діван              | Нанкін            | 276 м   | 54           | 2006 | |